# Коста Таушановић
Коста Таушановић (Алексинац, 1854 – Ријека, 1902) био је српски политичар и економиста. 
Један је од оснивача и чланова Главнога одбора Народне радикалне странке. 
Био је министар унутрашњих послова (1889-1890) и министар народне привреде (1890-1891). Заслужан је за оснивање Српске банке 1895. у Загребу.
Постоји Спомен-биста Кости Таушановићу у Београду на Калемегдану.

## Галерија
- Пашић и Коста Таушановић 1883.
- Биста на Калемегдану